# Hephathus nanus
Hephathus nanus är en insektsart som beskrevs av Herrich-schaeffer 1835. Hephathus nanus ingår i släktet Hephathus och familjen dvärgstritar. Arten har ej påträffats i Sverige. Utöver nominatformen finns också underarten H. n. cretacea.